# Ivana Kovač
Ivana Kovač (Zagabria, 1º settembre 1977) è una cantante croata.

## Biografia
Figlia del popolare cantante Mišo Kovač, nella sua adolescenza Ivana ha frequentato una scuola di bellezza nella capitale croata e ha seguito corsi di balletto e taekwondo. Prima di avvicinarsi alla musica ha lavorato come venditrice in una boutique e successivamente come amministratrice per un'azienda.
Ivana è entrata in prima persona nel mondo della musica nel 2006, quando ha inciso con il padre il brano Nema mi do tebe nikoga incluso nell'album di lui, Ja sam kovač svoje sreće. Nello stesso anno è succeduta a Jelena Rozga come cantante del popolare complesso musicale Magazin, con i quali ha pubblicato l'album Dama i car nel 2007. Ha infine lasciato il gruppo nel 2010 per dedicarsi alla sua carriera da solista.
Nel 2010 si è presentata al Večeri dalmatinske šansone, popolare festival di musica della Dalmazia, con il brano Šibenska grandeca, che le ha vinto il primo premio. Nello stesso anno ha inoltre partecipato al festival di Spalato con il brano Ulice života, vincendo il premio come migliore esordiente (riproporrà la stessa canzone pochi mesi dopo al festival di Ocrida, vincendo il secondo premio); si ripresenterà a Spalato l'anno successivo con Ako dođem pameti, e ancora nel 2013 con Nima šoldi, e pa ča. Ha poi preso parte al CMC Festival due volte: nel 2011 con Nisi prvi, a ni zadnji, e nel 2012 con Crno vino, crne oči. Il suo album di debutto, intitolato Crno vino, crne oči e contenente i suoi successi dagli anni precedenti più alcuni inediti, è stato pubblicato nel 2013.

## Discografia
- 2013 - Crno vino, crne oči